# المعاهدة الأمريكية العمانية 1833
المعاهدة الأمريكية العمانية 1833 هي معاهدة وقعت بين أمريكا وسلطنة عمان في 21 سبتمبر من عام 1833م، وهي تعتبر أول إتفاقية يعقدها سعيد بن سلطان مع دولة كبرى تعهد فيها لأمريكا بأن السلام والصداقة بين البلدين ستلتزم بها عمان جيل بعد جيل. حيث المعاهدة بقت سارية المفعول حتى عام 1958م، حينما أبطل مفعولها واستُبدلت بمعاهدة جديدة للصداقة والعلاقات الاقتصادية والحقوق القنصلية بين الطرفين.

## بنود المعاهدة
تمتع الأمريكان بحقوق وامتيازات اقتصادية وقضائية في جميع ارجاء الإمبراطورية العمانية ، حيث أصبح التجار الأمريكان الذين يتوافدون على مواني عمان يدفعون فقط 5% رسوماً للبضائع التي يجلبونها إلى مواني السلطنة ، كم انهم تمتعوا بإعفائهم من دفع أي ضرائب أخرى على الصادرات والواردات ورسوم الإرشاد الملاحي في مواني السلطنة ، كما تمتع القنصل الأمريكي في الفصل في المنازعات التي تنشأ بين رعايا دولته وكذلك نفس هذا الامتياز يتمتع به القنصل العماني في الولايات المتحدة الأمريكية.

## النتائج
كانت هذه المعاهدة كسباً سياسياً مهماً بالنسبة للسيد سعيد، لأنها كانت اعترافاً أمريكياً بأهميته وأهمية بلاده، في الوقت الذي بدأت فيه العلاقات الرسمية بين بلاده والولايات المتحدة، بالإضافة إلى الكسب المعنوي ويقول كوبلاند في هذه المعاهدة: "بأنها فتحت الآفاق إلى صداقة سياسية جديدة من الممكن أن تكون بالرغم من ثقته بأصدقائه القدامى البريطانيين ذات منفعة في يوما ما، وربما لعبت دوراً ضدهم.